# Куза, Ефросиния Ивановна
Ефроси́ния (Валентина) Ива́новна Ку́за (в замужестве Бле́йхман; 1866 или 1868, возле села Молодова Хотинского уезда Бессарабской области (по другим данным, село Тырново, Бессарабская область) — 15 [28] мая 1910, Санкт-Петербург) — русская оперная и камерная певица (драматическое сопрано).
Одна из ведущих солисток Мариинского Императорского театра в Санкт-Петербурге (с 1894 по 1905 год, с 1907 по 1910 год). Считается лучшей исполнительницей партии Юдифи на русской сцене. Первая исполнительница партий Кассандры («Орестея»), Беранжеры («Сарацин»), Сервилии («Сервилия»).
Жена композитора Юлия Ивановича Блейхмана (1868—1909).

## Биография
Родилась в Бессарабской области; существует некоторая путаница с датой и местом рождения, а также именами родителей.
Училась у профессора С. Габеля и Н. Ирецкой в Санкт-Петербурге, также у Мари Сасс.
Дебютировала 23 февраля 1894 года на сцене петербургского Мариинского театра в роли Валентины в опере «Гугеноты». Весной этого же года состоялись первые гастроли по городам: Харьков, Херсон, Николаев.
После февральского дебюта, с 1 августа 1894 года была принята в оперную труппу Императорских театров (по другой версии — после выступления на сцене Панаевского театра в Петербурге в опере «Аида»). В 1903 году оклад певицы составлял 12 тыс. рублей в год.
Осенью 1903 года, помимо труппы Мариинского театра, входила в состав солистов Большого императорского театра в Москве.
В труппе Мариинского театра состояла в периоды с 1894 по 1905 год и с 1907 по 1910 год. В одних источниках указывается, что в 1905—1907 годах артистка пела в составе московского Большого императорского театра. В других, что перерыв в работе в Мариинском театре был вызван случаем, который произошёл в 1905 году. Вот как его описал А. В. Амфитеатров:

По теории господ Сафроновых, вокальный артист и вокальная артистка, в дни, когда наши братья гибнут за общую свободу, должны сидеть дома, за пианино, усердно выделывая горлом трели<…>, а отнюдь не вступаться за жертв расстреляния и не браниться с преображенскими офицерами, как в сердечном порыве поступила Валентина Ивановна Куза в роковой день 19-го января, за что и уволена личным его величества приказом от службы в императорских театрах.— Искусство и русская современность: Лекция в Высшей Русской Школе общественных наук в Париже, прочитанная в пользу парижской кассы русских эмигрантов / Александр Амфитеатров. — Женева: Издание автора, 1905. — С. 41.
Дирижёр Мариинского театра Д. Похитонов утверждал, что, после сказанной жандармскому офицеру «дерзости», Куза была подвергнута лишь двухнедельному домашнему аресту. Временно снятую с афиши артистку спешно заменили М. Черкасской.
Этот случай был отражён в романе Валентина Пикуля «Честь имею» (1986).
Лучшими считались партии Аиды, Юдифи, Брунгильды. Роли, в которых преобладали стихия страсти и открытый темперамент, удавались более других. Фёдор Шаляпин считал певицу лучшей исполнительницей роли Юдифи на русской сцене.
Обладала ровным во всех регистрах голосом широкого диапазона, в котором сочетались сила и густой „бархатный“ тембр, с лёгкостью преодолевала трудные пассажи, свободно и ярко брала ноты верхнего регистра, в совершенстве владела филировкой и трелью.Пружанский А. М.
Являлась выдающейся камерной певицей. Русские романсы в её исполнении отличались особой глубиной и проникновенностью.
Среди партнёров по сцене — Елизавета Азерская, Александр Брагин, Мария Долина, Иван Ершов, Владимир Касторский, Сергей Левик, Мария Славина, Леонид Собинов, Фёдор Стравинский, Иоаким Тартаков, Николай Фигнер, Фёдор Шаляпин.
Пела под управлением Ф. Блуменфельда, Г. Варлиха, Э. Крушевского, Э. Направника, П. Фельдта, Н. Черепнина.
Проживала в Петербурге на Адмиралтейской набережной.
В последний месяц жизни, из-за болезни сердца и потрясения от смерти супруга, была прикована к постели. Умерла 15 [28] мая 1910 года в 5 часов утра в Петербурге. Некролог был напечатан в журнале «Театр и искусство». Похоронена в фамильном склепе на Митрофаниевском лютеранском кладбище (не сохранилось), рядом с могилой мужа.

## Репертуар

### Оперные партии
Лучшие партии
- «Юдифь» А. Серова — Юдифь,
- «Русалка» А. Даргомыжского — Наташа,
- «Князь Игорь» А. Бородина — Ярославна,
- «Жизнь за царя» М. Глинки — Антонида,
- «Демон» А. Рубинштейна — Тамара,
- «Дубровский» Э. Направника — Маша,
- «Пиковая дама» П. Чайковского — Лиза,
- «Тайный брак»Д. Чимарозы — Элизетта,
- «Опричник» П. Чайковского — Наталья,
- «Гугеноты» Дж. Мейербера — Валентина,
- «Паяцы» Р. Леонкавалло — Недда,
- «Аида» Д. Верди — Аида,
- «Тангейзер и состязание певцов в Вартбурге» Р. Вагнера — Елизавета,
- «Валькирия» Р. Вагнера — Брунгильда,
- «Зигфрид» Р. Вагнера — Брунгильда (одна из первых исполнительниц на русском языке),
- «Евгений Онегин» П. Чайковского — Татьяна.

Премьерные спектакли
- «Орестея» С. Танеева — Кассандра (первая исполнительница. Премьера 17 октября 1895 года, Мариинский театр);
- «Сарацин» Ц. Кюи — Беранжера (первая исполнительница. Премьера 2 ноября 1899 года, Мариинский театр, дирижёр Э. Направник);
- «Принцесса Грёза» Ю. Блейхмана — Мелиссандра (Премьера 2 февраля 1902 года, Мариинский театр, дирижёр Г. Варлих),
- «Сервилия» Н. Римского-Корсакова — Сервилия (первая исполнительница. Премьера 1 октября 1902 года, Мариинский театр, дирижёр Ф. Блуменфельд);
- «Псковитянка» с прологом «Боярыня Вера Шелога» Н. Римского-Корсакова — Вера Дмитриевна (Мариинский театр), Ольга (спектакль возобновлён 28 октября 1903 года, через 30 лет после первого представления на сцене Мариинского театра, дирижёр Э. Направник).

Прочие партии
- «Корделия» Н. Соловьёва — Корделия
- «Галька» С. Монюшко — Галька
- «Фераморс» А. Рубинштейна — Лалла-Рук (первая исполнительница в Мариинском театре, ноябрь 1898)[14],
- «Иоланта» П. Чайковского — Иоланта,
- «Тристан и Изольда» Р. Вагнера — Изольда,
- «Нерон» А. Рубинштейна — Поппея Сабина,
- «Далибор» Б. Сметаны — Милада,
- «Кавказский пленник» Ц. Кюи — Фатима,
- «Мазепа» П. Чайковского — Мария,
- «Свадьба Фигаро» Моцарта — Сюзанна,
- «Дон Жуан» Моцарта — Донна Анна,
- «Фауст» Ш. Гуно — Маргарита,
- «Мефистофель» А. Бойто — Маргарита, Елена,
- «Лоэнгрин» Р. Вагнера — Эльза,
- «Прекрасная Елена» оперетта Ж. Оффенбаха — Елена,
- «Сельская честь» П. Масканьи — Сантуцца;,
- «Африканка» Дж. Мейербера — Селика,
- «Снегурочка» Н. Римского-Корсакова — Купава,
- «Садко» Н. Римского-Корсакова — Волхова.

### Камерные произведения
Исполняла сочинения Р. Вагнера, Ш. Гуно, Д. Мейербера, М. Мусоргского, П. Чайковского, А. Рубинштейна, Н. Римского-Корсакова, А. Серова, C. Танеева.

## Признание
- Талант певицы был высоко оценен композитором Н. Римским-Корсаковым и художником А. Головиным, который написал несколько портретов певицы в начале XX века.
- Супруг артистки, композитор Ю. Блейхман посвятил ей романс «Тебя я видела во сне»[15].
- Случай с увольнением артистки из Мариинского театра в 1905 году описывается в романе Валентина Пикуля «Честь имею» (1986).
- Валентина Куза упоминается в альманахе Корнея Чуковского «Чукоккала»[16].